# Etanamid
Etanamid, även känt som etansyraamid eller acetamid är en kemisk förening med formeln CH3CONH2. Ämnet är amiden av etansyra och är ett vitt kristallint pulver i ren form. Derivatet N,N-dimetyletanamid (DMA), där två metylgrupper ersätter aminprotonerna, används som lösningsmedel. N-metyletanamid används ofta som den enklaste modellen i studier på peptidbindningar.

## Tillverkning
Ämnet framställs genom dehydratisering av ammoniumacetat:
{\displaystyle {\rm {CH_{3}COONH_{4}\rightarrow CH_{3}CONH_{2}+H_{2}O}}}

## Användningsområden
Ämnet används som mjukgörare och vid syntes av många andra organiska föreningar.

## Förekomst
Arbete på Robert C. Byrd Green Bank Telescope har resulterat i upptäckandet av ett flertal organiska (kol-baserade) föreningar nära Vintergatans mittpunkt. Etanamid har upptäckts. Detta är särskilt viktigt då etamamid har en amidbindning, i likhet med de essentiella bindningarna mellan aminosyror i proteiner. Detta styrker teorin att organiska molekyler som kan leda till liv (så som vi känner till det på jorden) kan bildas i rymden.
Dessutom hittas etanamid ovanligen på brinnande koltravar, i form av ett mineral.

## Försiktighetsåtgärder
Etanamid är inte extremt lättantändligt, men frigör irriterande ångor vid antändning. Det är toxiskt genom inandning, förtäring, samt hud- och ögonkontakt. Kontakt med hud eller ögon kan orsaka rodnad.

## Koppling till cancer
Etanamid har orsakat cancer i laboratoriedjur. Ämnet är klassificerat i Grupp 2B "möjlig mänsklig carcinogen" av IARC.